# Qatar Ladies Open 2018
Il Qatar Ladies Open 2018 è stato un torneo di tennis giocato sul cemento. È stata la 16ª edizione del Qatar Ladies Open che faceva parte della categoria Premier 5 nell'ambito del WTA Tour 2018. Si è giocato nel Khalifa International Tennis Complex di Doha, in Qatar, dal 12 al 17 febbraio 2018.

## Partecipanti

### Teste di serie
| Nazionalità | Giocatrice           | Ranking* | Testa di serie |
| ----------- | -------------------- | -------- | -------------- |
| Danimarca   | Caroline Wozniacki   | 1        | 1              |
| Romania     | Simona Halep         | 2        | 2              |
| Ucraina     | Elina Svitolina      | 3        | 3              |
| Spagna      | Garbiñe Muguruza     | 4        | 4              |
| Rep. Ceca   | Karolína Plíšková    | 5        | 5              |
| Lettonia    | Jeļena Ostapenko     | 6        | 6              |
| Francia     | Caroline Garcia      | 7        | 7              |
| Germania    | Angelique Kerber     | 9        | 8              |
| Germania    | Julia Görges         | 10       | 9              |
| Regno Unito | Johanna Konta        | 11       | 10             |
| Francia     | Kristina Mladenovic  | 13       | 11             |
| Stati Uniti | Madison Keys         | 14       | 12             |
| Lettonia    | Anastasija Sevastova | 15       | 13             |
| Slovacchia  | Magdaléna Rybáriková | 18       | 14             |
| Belgio      | Elise Mertens        | 20       | 15             |
| Rep. Ceca   | Petra Kvitová        | 21       | 16             |

* Ranking al 12 febbraio 2018.

### Altre partecipanti
Le seguenti giocatrici hanno ricevuto una wild card per il tabellone principale:
- Fatma Al-Nabhani
- Çağla Büyükakçay
- Ons Jabeur
- Marija Šarapova

Le seguenti giocatrici sono passate dalle qualificazioni:

- Catherine Bellis
- Anna Blinkova
- Kateryna Bondarenko
- Duan Yingying
- Monica Niculescu
- Naomi Ōsaka
- Bernarda Pera
- Markéta Vondroušová

### Ritiri
Prima del torneo
- Ashleigh Barty → sostituita da  Donna Vekić
- Ana Konjuh → sostituita da  Aleksandra Krunić
- Mirjana Lučić-Baroni → sostituita da  Tímea Babos
- Coco Vandeweghe → sostituita da  Mona Barthel

Durante il torneo
- Simona Halep
- Julia Görges
- Daria Kasatkina
- Magdaléna Rybáriková

## Punti e montepremi
| Torneo              | Torneo              | V       | F       | SF      | QF     | 3T     | 2T     | 1T    | Q  | Q2    | Q1    |
| Singolare femminile | Punti               | 900     | 585     | 350     | 190    | 105    | 60     | 1     | 30 | 20    | 1     |
| Singolare femminile | Premi in denaro ($) | 591,750 | 295,900 | 147,750 | 68,125 | 33,750 | 17,325 | 8,900 | –  | 4,955 | 2,550 |
| Doppio femminile    | Punti               | 900     | 585     | 350     | 190    | 105    | -      | 1     | –  | –     | –     |
| Doppio femminile    | Premi in denaro ($) | 169,280 | 85,600  | 42,360  | 21,325 | 10,895 | -      | 5,335 | –  | –     | –     |

## Campionesse

### Singolare
Petra Kvitová ha sconfitto in finale  Garbiñe Muguruza con il punteggio di 3–6, 6–3, 6–4.

### Doppio
Gabriela Dabrowski /  Jeļena Ostapenko hanno sconfitto in finale  Andreja Klepač /  María José Martínez Sánchez con il punteggio di 6–3, 6–3.